# Alliance de Gauche
Die Alliance de Gauche (AdG, deutsch: Linksallianz) war ein Wahlbündnis in der französischsprachigen Schweiz, welches von 1993 bis 2006 aktiv war. 

## Organisation
Sie war ein dauerhaftes Wahlbündnis zwischen der Partei der Arbeit (Parti du Travail, kommunistisch), der Partei SolidaritéS (nicht kommunistisch, politisch linker als die Sozialdemokraten) und unabhängiger (teils ex-sozialdemokratischer) Politiker. Die Alliance de Gauche trat meistens bei Wahlen und als Fraktion in Kantonsparlamenten und Gemeindeparlamenten einheitlich auf, aber sie war in drei separaten Parteien bzw. Gruppen organisiert. 

## Geschichte
Die Alliance de Gauche trat erstmals 1993 in Genf auf kantonaler Ebene auf und ist heute noch hauptsächlich in Genf ein Begriff. Bei den Kantonswahlen von 2001 hatte sie noch 13 % der Stimmen bekommen und bildete die drittstärkste Parlamentsfraktion. Bei den Wahlen von 2005 sind Partei der Arbeit und Unabhängige einerseits und SolidaritéS anderseits getrennt aufgetreten. Zusammengenommen haben zwar die beiden Listen leicht Stimmen hinzugewonnen, jede für sich hat jedoch ganz knapp das notwendige Stimmenquorum von 7 Prozent verpasst, so dass die Alliance de Gauche in der damaligen Legislatur nicht im Kantonsparlament vertreten war.  
Am 16. März 2006 gab SolidaritéS bekannt aus der Allianz auszutreten und im September desselben Jahres verschwand das Bündnis AdG. Aus den Parteien wurde das neue Wahlbündnis À Gauche toute!, welches ebenfalls Les Communistes umfasste.  
Es gibt Bündnisse mit ähnlicher politischer Ausrichtung in anderen Kantonen: «Popecosol» im Kanton Neuenburg, «Gauche en mouvement» im Kanton Waadt. Bei der in Sitten (Hauptort des Kantons Wallis) auftretenden «Alliance de Gauche» handelt es sich dagegen um eine Koalition von Sozialdemokraten und Grünen. Ein übergreifendes linksalternatives Bündnis auf Bundesebene ist die Alternative Linke, die unter anderem im Kanton Waadt den Verbund zwischen Solidarites, Gauche en Movement und POP darstellt und auch Vertreter in der übrigen französischsprachigen Schweiz hat.